# Grande Prémio da Francofonia
O Grande Prémio da Francofonia (português europeu) ou Grande Prêmio da Francofonia (português brasileiro) (em francês:  Grand prix de la francophonie) é atribuído anualmente pela Academia Francesa a uma personalidade que tenha contribuído para o desenvolvimento da língua francesa em todo o mundo.

## Vencedores
- 1986: Georges Schehadé[1]
- 1987: Yoichi Maeda
- 1988: Jacques Rabemananjara
- 1989: Hubert Reeves
- 1990: Albert Cossery
- 1991: Léon-Joseph Suenens
- 1992: Khac Vien Nguyen
- 1993: Henri Lopes
- 1994: Mohammed Dib
- 1995: Salah Stétié
- 1996: Abdou Diouf
- 1997: Abdellatif Berbich
- 1998: Jean Starobinski
- 1999: Gunnar von Proschwitz
- 2000: Giovanni Macchia
- 2001: François Cheng
- 2002: Bronisław Geremek
- 2003: Édouard J. Maunick
- 2004: Albert Memmi
- 2005: Jane Conroy
- 2006: Roland Mortier
- 2007: Élie Barnavi
- 2008: Lide Tan
- 2009: Thomas Gaehtgens
- 2010: Jean Métellus
- 2011: Abdellatif Laâbi
- 2012: Boualem Sansal
- 2013: Qiang Dong
- 2014: Fouad Laroui e Georges Banu
- 2015: Aminata Sow Fall[2]
- 2016: Takeshi Matsumura[3]
- 2017: Tierno Monénembo[4]
- 2018: Michel Tremblay[5]
- 2019: ex aequo Petr Král e Abdeljalil Lahjomri[6]
- 2020: Lise Gauvin e Alexandre Najjar[7][8]
- 2021: Frankétienne e Abdourahman Waberi[9][10]
- 2022: Trinh Xuan Thuan e jornal diário em língua francesa L'Orient-Le Jour (Líbano)[11][12]
- 2023: Thomas Pavel e Camille Limoges[13][14]
- 2024: Abdelfattah Kilito e Edwin M. Duval[15][16]